# Kazimierz Błeszyński (filozof)

Herb Suchekomnaty

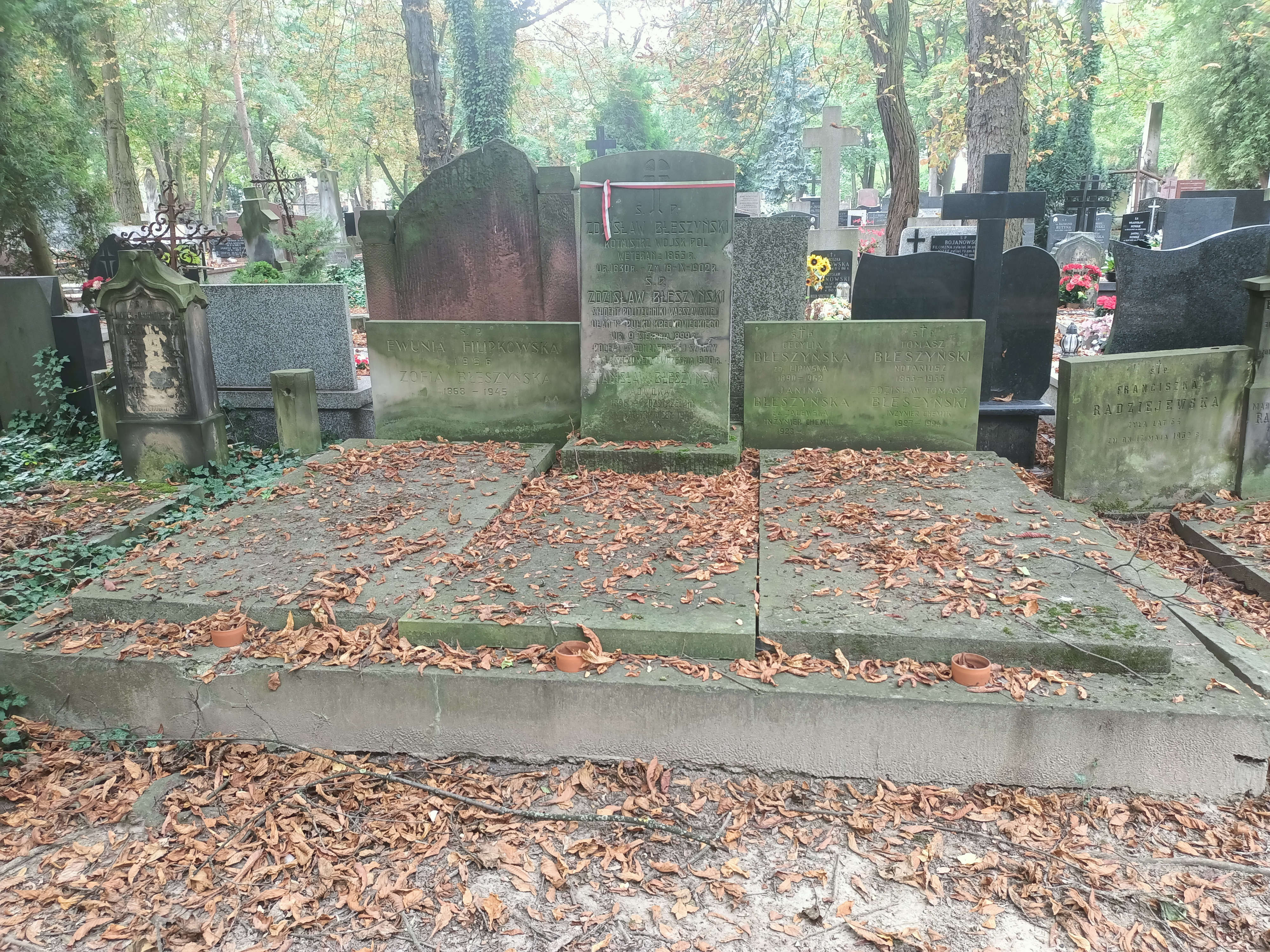
Grób Kazimierza Błeszyńskiego na Cmentarzu Powązkowskim

Kazimierz Błeszyński herbu Suchekomnaty (ur. 1 maja 1881 w Stawie, gm. Gruszczyce albo w Błaszkach, zm. 17 lutego 1972 w Łodzi) – polski filozof, poeta, dramaturg, tłumacz, krytyk literacki, działacz rewolucyjny.

## Życiorys
Błeszyński pochodził z rodziny szlacheckiej, która zubożała po powstaniu styczniowym. W młodości mieszkał w Żelisławiu k. Błaszek. Jego ojciec był prawnikiem i rotmistrzem w wojsku. Błeszyński uczęszczał do szkoły w Radomsku oraz do III Gimnazjum w Warszawie. Następnie służył jako podchorąży armii carskiej. Tam działał we Wszechrosyjskim Związku Oficerów, agitował wśród żołnierzy i kolportował pisma rewolucyjne, do których pisywał artykuły. Ponadto publikował m.in. w „Chimerze”, „Krytyce” i „Nowej Gazecie”. Następnie studiował przyrodoznawstwo na Uniwersytecie Warszawskim, lecz został wydalony ze studiów za udział w konspiracji i skazany na warszawskie więzienie (w którym odsiadywał z Feliksem Perlem). Z aresztu uciekł przez Galicję, udając się na emigrację. Następnie studiował filozofię kolejno w Berlinie u Georga Siemela i Aloisa Riehla, później studiował w Lipsku i Heidelbergu. Przez kilka lat mieszkał w Paryżu, gdzie słuchał wykładów Henriego Begsona, a następnie w Brukseli, gdzie wykładali uczniowie tego filozofa. Podczas emigracji pisywał artykuły do „Robotnika”, „Myśli filozoficznej”, „Nowej Gazety” w Warszawie i „Krytyki Krakowskiej”, gdzie miał stałą rubryczkę. Publikował również artykuły filozoficzne w pismach niemieckich.
Podczas I wojny światowej, gdy Belgia znalazła się pod okupacją niemiecką, z jego inicjatywy zaczęto wydawać podziemne pismo „Le Flambeau”. Ponadto Błeszyński redagował pismo rewolucyjne „Sołdatskij listok”. Po wojnie był wykładowcą propedeutyki filozofii w gimnazjum Wojciecha Górskiego w Warszawie, a następnie pracował jako urzędnik cenzurujący filmy w Ministerstwie Spraw Wewnętrznych i pracownik Państwowego Zakładu Ubezpieczeń Wzajemnych oraz był doradcą literackim i recenzentemTowarzystwa Wydawniczego „Rój”. Został także członkiem Towarzystwa Filozoficznego oraz redaktorem „Przeglądu Filozoficznego”. Był patronem debiutu Poli Gojawiczyńskiej, pisywał artykuły do „Wiadomości Literackich” Ponadto napisał i wystawił dwa dramaty: „Badyle i pąki” (1917) wystawione w warszawskim Teatrze Rozmaitości, i „Skromną Hankę” (1921) wystawioną w Teatrze Miejskim w Łodzi.
Podczas II wojny światowej przebywał w Warszawie. Tam, mieszkając na Saskiej Kempie, opiekował się młodym Leszkiem Kołakowskim. Po upadku powstania warszawskiego, został wywieziony do Jędrzejowa, następnie przebywał w Miechowie i Krakowie. Po II wojnie światowej zamieszkał w Łodzi, w Domu Literatów, gdzie zajmował się pracą literacką. Był autorem tłumaczeń m.in. Bergsona i Marksa, a także utworów dramatycznych i wierszowanych. Napisał m.in. wspomnienia „O mnie i nie o mnie” (wyd. I, Łódź 1961; wyd. II Łódź 1963). Był członkiem łódzkiego Oddziału Związku Literatów Polskich.

### Życie prywatne
Kazimierz Błeszyński pochodził z rodziny szlacheckiej, z Błeszyńskich herbu Suchekomnaty. Był synem Zdzisława Tomasza (ur. ok. 1832) – powstańca styczniowego, dziedzica dóbr Żelisław, rotmistrza 4 szwadronu 1 pułku Kaliskiej Brygady Kawalerii Narodowej i Heleny z domu Sękowskiej, córki Franciszka i Karoliny z domu Drotkiewicz. Miał troje rodzeństwa z pierwszego małżeństwa jego ojca – Ludwikę Józefę Bronisławę (ur. 1865), Tomasza Abdona Albina (ur. 1863) i Józefa Beniamina (1867). Był bliskim przyjacielem Franciszka Fiszera.
Został pochowany na cmentarzu Powązkowskim w Warszawie (kwatera 269-1-10,11,12).

## Tłumaczenia
- Henri Bergson: „Wstęp do metafizyki” (1912), (Myśl i Ruch) (1963)[9],
- Nikołaj Czernyszewski: „Pisma Filozoficzne” (1961)[10],
- Fiodor Dostojewski: „Młodzik” (1956)[2][11],
- Friedrich Engels: „W kwestii mieszkaniowej” (1949)[12],
- Mark Gayn(inne języki): „Dziennik Japoński” (1954)[13],
- Hermann Hesse „Sidharta”[3],
- Alphonse Labbé(inne języki): Cytologia doświadczalna (1900)[9],
- Włodzimierz Lenin: „Zeszyty Filozoficzne”[2],
- Michaił Łomonosow „Pisma filozoficzne” (1956)[14],
- Karl Marx: „Nędza filozofii”[2], „Dzieła” (1969)[15],
- Franz Mehring: „Legenda o Lessingu. Przyczynek do historii i krytyki pruskiego despotyzmu i klasycznej literatury” (1960)[16],
- Jean Artur Rimbaud „Iluminacje” i „Sezon w piekle”[3].

## Publikacje
W związku z cenzurą carską, publikując używał wielu pseudonimów, ponadto swoich prac nie gromadził i gubił, a także części z nich nie wydał w formie książkowej.
- „O Jaśni i Ciemni Bytowej”[3],
- „Monizm a filozofia” (1912),
- „Magnus parens”, Wiadomości Literackie (1924)[2],
- „Andrzeja Struga postawa duchowa” (1938)[17],
- „Szekspir i owce” (1961),
- „O mnie i nie o mnie” (1961, 1963)[5][2],
- „Wywoływanie Boga” (1964)[18].

## Odznaczenia
- Medal 10-lecia Polski Ludowej (1955)[19],
- Krzyż Kawalerski Orderu Odrodzenia Polski (1955)[20],
- Honorowa Odznaka Miasta Łodzi (1965)[21].